# It's Late
„It's Late“ je píseň britské rockové skupiny Queen, napsaná kytaristou Brianem Mayem. Původně vyšla na studiovém albu News of the World z roku 1977 a dne 25. dubna 1978 byla vydána i jako singl, na jehož straně B byla píseň „Sheer Heart Attack“.
Píseň byla v USA vydána jako singl v roce 1978, a i když v silně upravené podobě, dosáhla na 74. příčku žebříčku US Billboard Hot 100 a na 66. místě na Cash Box Top 100. Píseň byla později zařazena na kompilaci Queen Rocks z roku 1997.

## Obsazení nástrojů
- Freddie Mercury – hlavní a doprovodné vokály
- Brian May – elektrická kytara, doprovodné vokály
- Roger Taylor – bicí, doprovodné vokály
- John Deacon – basová kytara